# コヤマ紀比古
コヤマ紀比古（こやまのりひこ、1968年4月3日 - ）は、西口プロレス所属の俳優、ピン芸人。東京都杉並区出身。

## 人物・経歴
- パング系劇団「モンゴル人」を主宰しており、数多くの舞台を演出し、自身で出演もしている。また、一人芝居も多い。
- ギャクプロレス団体西口プロレスの旗揚げメンバーであり、ラブセクシーファミリーのボス「ラブセクシー・ローズ」としてリングに上がっている。このリングネームの時は、観客の男性やリングアナを襲うなど、完全なゲイキャラである。
- ウクレレえいじ、宮地大介、THE MAN、杉田ヒロシとのコントユニット「哀愁メロメロ」を組んでおり、活動している。

## 出演作品

### テレビドラマ
- ビバ!山田バーバラ（2006年、テレビ朝日）
- 正義の味方（2008年、日本テレビ）

### 映画
- 父と野獣※初監督作品
- 日雇い刑事（2002年、奥秀太郎 監督）
- 地獄プロレス（2005年、高橋巖 監督）
- 女囚611〜獣牝（おんな）たちの館（2007年、勝利一 監督）
- 女囚611〜獣牝（おんな）たちの逆襲（2007年、勝利一 監督）
- 女囚飼育611（2007年、勝利一 監督）
- ヤクザ抗争史 猛友会西成愚連隊（2008年、金澤克次 監督）
- 実録 最後のギャング（2008年、大月英治 監督）
- カジノ（2008年、辻裕之 監督）
- くれないの杯（2009年、辻裕之 監督）
- デストロイ・ヴィシャス（2011年、島田角栄 監督）
- 冴え冴えて、なお滑稽な月（2013年、島田角栄 監督）